# トッツィー (ミュージカル)
『トッツィー』（Tootsie）は、デイヴィッド・ヤズベク作詞作曲、ロバート・ホーン脚本によるコメディ・ミュージカル。ラリー・ゲルバートとドン・マクガイアのストーリーからゲルバート、バリー・レヴィンソン(クレジット無し)、エレイン・メイ(クレジット無し)、マレー・シスガルが脚本を執筆し、1982年に公開されたアメリカ合衆国のコメディ映画『トッツィー』を基にしている。2018年9月、シカゴにあるキャデラック・パレス・シアターにて試験興行として世界初演が行なわれた。映画版と同様、才能はあるが短気という評判の俳優が、新たな仕事を求めて女性になりきり新たな個性を身につける。原作映画では昼放送のソープオペラが描かれるが、本作ではブロードウェイ・ミュージカルが描かれる。

## プロダクション
2017年6月、読み合わせが行なわれた。サンティノ・フォンタナが俳優マイケル、のちにドロシーとなる主人公を演じた。ケイシー・ニコロウに代わり、スコット・エリスが演出となった。
2018年、シカゴにあるキャデラック・パレス・シアターにて、9月11日よりプレビュー公演、9月30日より本公演が開幕し、10月14日に閉幕した。デイヴィッド・ヤズベクが作詞作曲、ロバート・ホーンが脚本、デニス・ジョーンズが振付、デイヴィッド・ロックウェルが装置デザイン、ウィリアム・アイヴィ・ロングが衣裳、ドナルド・ホルダーが照明、スコット・エリスが演出を担当した。
サンティノ・フォンタナがマイケル・ドーシー役、リリ・クーパーがジュリー・ニコルズ役、サラ・スタイルズがサンディ・レスター役、ジョン・ベールマンがマックス・ヴァン・ホーン役、アンディ・グロートリュースキンがジェフ・スレイター役、ジュリー・ハルストンがリタ・マロリー役、マイケル・マグラスがスタン・フィールズ役、レッグ・ロジャースがロン・カーライル役に配役された。
2019年、ブロードウェイに進出してマーキー・シアターにて、3月29日からプレビュー公演、4月23日から本公演が上演された。2020年1月5日、プレビュー公演25回、本公演293回上演ののち閉幕した。
2019年5月16日、2020年にニューヨークのシアズ・バッファロー・シアターから非組合員による全米ツアー公演が開幕することが発表された。また2021年にウェスト・エンド・プロダクションが開幕することも発表された。その後、ニュージーランド、シンガポール、タイ、香港、台湾、日本のプロダクションでの上演も発表された。これらのプロダクションの明確な日時や配役は後日発表される予定である。

### 日本での上演
2024年1月10日から3月30日まで、東京、大阪、愛知、福岡、岡山にてミュージカルが日本初上演された。本公演での演出のみ、デイヴ・ソロモンがスタッフに加わる。主演は山崎育三郎。

## 登場人物
- マイケル・ドーシー/ドロシー・マイケルズ – 仕事のない俳優
- ジュリー・ニコルス – 『Juliet's Nurse』のジュリエット役の主演女優
- サンディ・レスター – 失業中の女優でマイケルとジェフの友人
- ジェフ・スレイター – マイケルのルームメイトで売れない脚本家
- マックス・ヴァン・ホーン – リアリティ番組のスターで現在『Juliet's Nurse』にロミオの兄弟クレイグとして出演している、
- リタ・マーシャル – 『Juliet's Nurse』のプロデューサー
- ロン・カーライル – 『Juliet's Nurse』の演出および振付
- スタン・フィールズ – マイケルのエージェント
- スージー&スチュアート – 『Juliet's Nurse』の脚本
- カール – 『Juliet's Nurse』の舞台監督

## あらすじ

### 第1幕
仕事のない俳優のマイケル・ドーシーはロン・カーライル演出作品のリハーサル中に騒ぎを起こし降板させられる。マイケルはその態度により他の仕事を見つけることができない("Opening Number")。マイケルはバイト先のステーキハウスの閉店作業中、ルームメイトのジェフ・スレイターに誰も雇ってくれないと文句を言う。マイケルの40歳の誕生日に寄せて、ジェフはマイケルが19歳の時に作った20年後までに達成したいバケット・リストを読み上げる。マイケルはなんと小さな望みだったのかと怒る("Whaddya Do")。マイケルの神経質な元カノであるサンディ・レスターがマイケルの誕生会が行なわれるアパートにやってきて、自分の人生がいかに酷いものかと愚痴を言い始める。サプライズ・パーティを予期するマイケルがアパートに到着し、サンディとジェフに歓迎される。マイケルは2人に感謝を示し、サンディはミュージカル『Juliet's Curse』のオーディションを受けるためマイケルに協力を求める。サンディはオーディションで起こるであろう様々なことにパニックになる("What's Gonna Happen")。
マイケルはエージェントのスタン・フィールズのもとに行き、なぜ電話を返してこないのか尋ねる。2人は口論になり、スタンは多忙で一緒にやっていくことが難しいと語り、二度と協力しないと告げる。マイケルは飛び出すが、仕事が欲しい。サンディの脚本に目を通したマイケルはあるアイデアを思いつく("Whaddya Do Reprise 1")。女性たちは看護士役のオーディションを受けるが、皆落選する。ついにサンディの番となり、止められようとも歌うのをやめないが、最終的に諦めて出て行く。マイケルが女性になりすましたドロシー・マイケルズがオーディションを受け、プロデューサーのリタ・マーシャルに謙虚に振舞う。ドロシーが歌うと、ロンとリタにより採用される("I Won't Let You Down")。ステーキハウスにてドロシーはジェフと会い、マイケルであることを明かしてジェフを驚かせる。ジェフはばかげている上に女性たちに有害であるとして、この役を希望していたサンディに何と言うのか尋ねる。サンディには内緒にすると語り、ドロシーとしての計画を話す。翌日のリハーサルにおいて、ドロシーは『Juliet's Curse』の作品が酷いことを知る。ドロシーはリアリティ番組『Race To Bachelor Island』優勝者の間抜けなスターであり、ロメオの兄弟クレイグ役を演じるマックス・ヴァン・ホーン、および主演ジュリエット役のジュリー・ニコルズと出会う。ロン・カーライルの振付により、ジュリエットの生存を祝う歌を歌う("I'm Alive")。
リハーサル後、ジュリーとドロシーはランチを共にする。ジュリーはドロシーに夢を語り、恋愛より夢を選んだとして、もう一度やり直したいと語る("There Was John")。ドロシーとジュリーは公演を成功させようと決意する。数日後のリハーサルにおいて、ドロシーは即興でクレイグにジュリエットでなく看護士に恋するよう仕向ける。ロンはこれに激怒するが、リタを含む皆がドロシーの味方をする。リタはドロシーを主役にする。皆がこれに賛成してドロシーを主役として認め、リタは題名を『Juliet's Nurse』に変更する("I Like What She's Doing")。リハーサルの後、ドロシーとジュリーはジュリーのアパートに帰る。ジュリーは自身について語り、ドロシーが聞き役となるが、マイケルは自身がジュリーに恋していることに気付く("Who Are You")。
マイケルが帰宅しジェフにジュリーとの日々について語っていると、サンディがやってくる。サンディはマイケルに近況を尋ね、自身がオーディションに受からなかったことに酷く落胆している。サンディは自分の人生がいかに酷いものであるかを少し話した後、マイケルはサンディを励ますためディナーの約束をする。サンディは同意するが、マイケルのせいで何か悪いことが起きていると気付きパニックとなり出て行く("What's Gonna Happen Reprise")。ジェフはマイケルに、マイケルがやっていることはいかに滑稽か、すでにやっているように誰かを傷つけずにやり遂げることはできないだろうと語る。マイケルはこれを理解できず、ドロシーはずっと成功すると語る("Unstoppable")。成功を夢見たまま、マイケルはドロシーとして感謝を表すためにジュリーの元へ向かう。ドロシーは咄嗟にジュリエットにキスをし、ジュリーを怖がらせてしまう。

### 第2幕
マイケルのアパートにて、ジェフはマイケルの最近の不運続きをあざ笑う("Jeff Sums It Up")。マイケルは共演者からの電話でジュリーがバーで歌うと聞き、マイケルも行くことにする。ジュリーはドロシーに向けた感情を歌う("Gone, Gone, Gone")。歌の後、マイケルはロンの視線に気付き、ロンがドロシーの功績を全て横取りしていることが判明する。今すぐにでもジュリーと話したいと思ったマイケルがジュリーに近づきちょっかいを出そうとすると、ジュリーはマイケルの顔にワインをぶちまける。マイケルが帰宅するとジェフにからかわれ、サンディがやってくる。サンディはマイケルに邪魔されたと怒鳴り、帰り際、サンディはドロシーが役を得たことがいかに不愉快かと言い捨てる。マイケルはサンディに他の女性の成功に嫉妬すべきではないと語るが、サンディはこれを拒否して去る。
マイケルはドロシーとしてジュリーに会いに行き正直に話す決心をする。ジュリーのアパートにて、ロンは毎度断られるにもかかわらずジュリーをデートに誘う。ドロシーがやってきてジュリーは招き入れる。ロンはジュリーに嫌われているのをドロシーのせいにし、ドロシーは自身とジュリーを弁護する。ロンを帰らせ、ジュリーはドロシーに想いを寄せており、成就させたいと語る。ドロシーはすぐに断り、何か特別なことが始まると考えていたジュリーは落胆する("Who Are You Reprise")。マイケルが帰宅し着替えようとすると、外からマックスがドロシーのために歌うのが聴こえる。隣人から2度怒鳴られ、マイケルはマックスを室内に入れる。マックスはドロシーへの愛をバラードと、胸に彫ったドロシーの顔のタトゥーで示す("This Thing")。バラードを歌い終わるとすぐにジェフがやってきて、ドロシーをふしだらと呼ぶ。マックスがジェフと争おうとすると、ドロシーに出て行くよう促される。
マックスが出て行った後、マイケルはようやくドロシーの服を脱ぎ、ジェフにその日に起こったことを打ち明ける。これ以上状況が悪化することはないと語ると、スタンがやってくる。スタンはマイケルに役を得たと語る。マイケルはジェフの演劇に出演するためできないと語る。スタンは生涯で最悪の決心だと告げ去る。マイケルはジュリーとやり直す決心をする("Whaddya Do Reprise")。ドロシーの扮装を半分まで終えた所にスタンが戻ってくる。何も知らないスタンはドロシーに挨拶するが、すぐに憤慨する。スタンはマイケルに全米の笑い者になると語り、再び契約を切る。翌日、舞台『Juliet's Nurse』の幕が上がる("The Most Important Night")。開幕前のドロシーの楽屋にて、リタは作品にインパクトを与えてくれたことに感謝をし、契約を翌年まで延長したいと申し出る。ドロシーはジュリーにマックスと同額の報酬を支払うなら契約すると語る。リタが去るとマックスが入ってくる。マックスはいつも周りと違うと感じる自分を信じてくれたドロシーに感謝する。その後マックスは作品をドロシーに任せると語る。ドロシーはマックスには自分の助けは必要なく、自分自身を信じるべきだと語る。マックスが去ると、ジュリーがやってきて、ドロシーはいつも誠実だったと書いたメモを渡す。ジュリーはドロシーに自分にとって大切な人物で愛しているとしながらも、もう会わない方が良いと語る。マイケルは自分の分身であるドロシーにどうすべきか問いかける("Talk To Me Dorothy")。
『Juliet's Nurse』のフィナーレとなる("Arrivederci!")。ドロシーは看護士役として曲を中断させ、即興で歌い始め、途中でマックスがクレイグ役として参加する。ジュリーは役としてでなくドロシーを止め、何をしているのか尋ねる。ドロシーは役が欲しかっただけの必死な俳優マイケル・ドーシーであると明かす。リタやロンを含め、舞台上の皆がショックを受ける。傷ついたジュリーは言葉を失い出て行く。同じく傷ついたマックスはジェフは知っていたのか尋ねる。マイケルの一連の行動は宣伝なのか本気なのか議論を巻き起こす。
サンディが激高してアパートにやってくる。サンディとジェフは、サンディのマイケルからの影響やジェフの執筆活動の停滞で口論となるが、ジェフはサンディに愛を告げ、互いに惹かれていることに気付く。2人がキスしそうになったところで、サンディはこれは良くないとパニックになる。それでもジェフはサンディにキスをし、2人は寝室に駆け込む("What's Gonna Happen Reprise 2")。翌朝マイケルが帰宅して後悔しながらもドロシーになりきることで女性への共感が増したと感じる。マイケルは、まだ新人で舞台出演の機会を望んでいたサンディから役を奪ったことを謝罪する。サンディはマイケルを理想化することが自信やジェフとの未来の可能性の妨げとなっていたことを認め、この経験を綴った戯曲をマイケルに渡す。マイケルはジュリーがまた話しかけてくれるか心配する("Michael's Reprise")。その後、マイケルは公園でジュリーと会い、気まずそうに謝る。ジュリーはマイケルの与えた被害は自分だけでなくプロダクションの皆に及ぶと反論し、ジュリーが大きな落胆や女性が経験する偏見を感じた時、マイケルはジュリーが伝えたいことに耳を傾けると誓う。ジュリーはマイケルが誇りを賭けて演技していたことを認めるが、ドロシーに会えないことを寂しく思う。マイケルはこれまでより良い、前向きで親密な繋がりを申し出て、ジュリーは承諾する。2人はこれを決意するように感情を抑えつつ希望を持ち静かにベンチに座る("Thank You")。

## 使用楽曲
『Playbill』誌に記載された使用楽曲を以下に示す。
| 第1幕 - Overture – オーケストラ - "Opening Number" – アンサンブル、マイケル - "Whaddya Do" – マイケル - "What's Gonna Happen" – サンディ - "Whaddya Do" (Reprise) – マイケル - "I Won't Let You Down" – ドロシー - "I'm Alive" – ジュリー, ロン, マックス, ドロシー, アンサンブル - "There Was John" – ジュリー, ドロシー - "I Like What She's Doing" – リタ, ジュリー, スチュアート, スージー, ロン, マックス, ドロシー, アンサンブル - "Who Are You?" – マイケル, ジュリー - "What's Gonna Happen" (Reprise) – サンディ - "Unstoppable" – マイケル/ドロシー | 第2幕 - Entr'acte – オーケストラ - "Jeff Sums It Up" – ジェフ, マイケル - "Gone, Gone, Gone" – ジュリー, 女性トリオ - "Who Are You?" (Reprise) – ジュリー - "This Thing" – Max - "Whaddya Do" (Reprise) – ジェフ、マイケル - "The Most Important Night of My Life" – マックス, スージー、スチュアート、リタ、ロン、カール、アンサンブル - "Talk to Me Dorothy" – マイケル - "Arrivederci!" – ドロシー, ジュリー, マックス, アンサンブル - "What's Gonna Happen" (Reprise) – サンディ - "Thank You" ("Talk to Me Dorothy" Reprise) – マイケル |

## オリジナル・キャスト
| 役                       | シカゴ (2018)                  | ブロードウェイ (2019)          | 第1回全米ツアー (2021)                       | 日本（2024）                |
| ------------------------ | ------------------------------ | ------------------------------ | -------------------------------------------- | --------------------------- |
| マイケル・ドーシー       | サンティノ・フォンタナ         | サンティノ・フォンタナ         | ドリュー・ベッカー                           | 山崎育三郎                  |
| ジュリー・ニコルズ       | リリ・クーパー                 | リリ・クーパー                 | アシュリー・アレクサンドラ                   | 愛希れいか                  |
| ジェフ・スレイター       | アンディ・グロートリュースキン | アンディ・グロートリュースキン | ジャレッド・デイヴィッド・マイケル・グラント | 金井勇太                    |
| サンディ・レスター       | サラ・スタイルズ               | サラ・スタイルズ               | ペイトン・ライリー                           | 昆夏美                      |
| マックス・ヴァン・ホーン | ジョン・ベールマン             | ジョン・ベールマン             | ルーカス・ジェイムズ・ミラー                 | 岡田亮輔、 おばたのお兄さん |
| ロン・カーライル         | レッグ・ロジャース             | レッグ・ロジャース             | アダム・デュ・プレサイス                     | エハラマサヒロ              |
| リタ・マーシャル         | ジュリー・ハルストン           | ジュリー・ハルストン           | キャシー・ハレンダ                           | キムラ緑子                  |
| スタン・フィールズ       | マイケル・マグラス             | マイケル・マグラス             | スティーヴ・ブラスティエン                   | 羽場裕一                    |
| スージー                 | ブリトニー・コールマン         | ブリトニー・コールマン         | ドミニク・ケンプ                             |                             |
| スチュアート             | ニック・スパングラー           | ニック・スパングラー           | コナー・オルストン                           |                             |
| カール                   | ジェイムズ・モイ               | ジェイムズ・モイ               | アレック・ルイス                             |                             |

## 受賞歴

### ブロードウェイ・プロダクション
| Year | 賞                       | 部門                                   | ノミネート者                           | 結果       |
| ---- | ------------------------ | -------------------------------------- | -------------------------------------- | ---------- |
| 2019 | トニー賞                 | ミュージカル作品賞                     | ミュージカル作品賞                     | ノミネート |
| 2019 | トニー賞                 | ミュージカル脚本賞                     | ロバート・ホーン                       | 受賞       |
| 2019 | トニー賞                 | オリジナル楽曲賞                       | デイヴィッド・ヤズベク                 | ノミネート |
| 2019 | トニー賞                 | ミュージカル演出賞                     | スコット・エリス                       | ノミネート |
| 2019 | トニー賞                 | ミュージカル主演男優賞                 | サンティノ・フォンタナ                 | 受賞       |
| 2019 | トニー賞                 | ミュージカル助演男優賞                 | アンディ・グロートリュースキン         | ノミネート |
| 2019 | トニー賞                 | ミュージカル助演女優賞                 | リリ・クーパー                         | ノミネート |
| 2019 | トニー賞                 | ミュージカル助演女優賞                 | サラ・スタイルズ                       | ノミネート |
| 2019 | トニー賞                 | ミュージカル衣裳デザイン賞             | ウィリアム・アイヴィ・ロング           | ノミネート |
| 2019 | トニー賞                 | 振付賞                                 | デニス・ジョーンズ                     | ノミネート |
| 2019 | トニー賞                 | 編曲賞                                 | サイモン・ヘイル                       | ノミネート |
| 2019 | 海外批評家サークル賞     | 新作ブロードウェイ・ミュージカル作品賞 | 新作ブロードウェイ・ミュージカル作品賞 | ノミネート |
| 2019 | 海外批評家サークル賞     | ミュージカル脚本賞                     | ロバート・ホーン                       | 受賞       |
| 2019 | 海外批評家サークル賞     | 新作楽曲賞                             | デイヴィッド・ヤズベク                 | ノミネート |
| 2019 | 海外批評家サークル賞     | ミュージカル演出賞                     | スコット・エリス                       | ノミネート |
| 2019 | 海外批評家サークル賞     | 振付賞                                 | デニス・ジョーンズ                     | ノミネート |
| 2019 | 海外批評家サークル賞     | 衣裳デザイン賞                         | ウィリアム・アイヴィ・ロング           | ノミネート |
| 2019 | 海外批評家サークル賞     | ミュージカル主演男優賞                 | サンティノ・フォンタナ                 | 受賞       |
| 2019 | 海外批評家サークル賞     | ミュージカル助演男優賞                 | ジョン・ベールマン                     | ノミネート |
| 2019 | 海外批評家サークル賞     | ミュージカル助演男優賞                 | レッグ・ロジャース                     | ノミネート |
| 2019 | 海外批評家サークル賞     | ミュージカル助演女優賞                 | サラ・スタイルズ                       | ノミネート |
| 2019 | 演劇批評家サークル賞     | ミュージカル作品賞                     | ミュージカル作品賞                     | 受賞       |
| 2019 | ドラマ・デスク・アワード | ミュージカル作品賞                     | ミュージカル作品賞                     | ノミネート |
| 2019 | ドラマ・デスク・アワード | ミュージカル主演男優賞                 | サンティノ・フォンタナ                 | 受賞       |
| 2019 | ドラマ・デスク・アワード | ミュージカル助演女優賞                 | サラ・スタイルズ                       | ノミネート |
| 2019 | ドラマ・デスク・アワード | ミュージカル演出賞                     | スコット・エリス                       | ノミネート |
| 2019 | ドラマ・デスク・アワード | 振付賞                                 | デニス・ジョーンズ                     | ノミネート |
| 2019 | ドラマ・デスク・アワード | 作曲賞                                 | デイヴィッド・ヤズベク                 | 受賞       |
| 2019 | ドラマ・デスク・アワード | 作詞賞                                 | デイヴィッド・ヤズベク                 | 受賞       |
| 2019 | ドラマ・デスク・アワード | ミュージカル脚本賞                     | ロバート・ホーン                       | 受賞       |
| 2019 | ドラマ・デスク・アワード | ミュージカル衣裳デザイン賞             | ウィリアム・アイヴィ・ロング           | ノミネート |
| 2019 | ドラマ・デスク・アワード | ミュージカル音響デザイン賞             | ブライアン・ローナン                   | ノミネート |
| 2019 | ドラマ・デスク・アワード | ウィッグ・ヘア・デザイン賞             | ポール・ハントリー                     | ノミネート |
| 2019 | ドラマ・リーグ・アワード | ミュージカル・プロダクション賞         | ミュージカル・プロダクション賞         | ノミネート |
| 2019 | ドラマ・リーグ・アワード | 演技賞                                 | サンティノ・フォンタナ                 | ノミネート |
| 2019 | Broadway.com観客賞       | ミュージカル主演男優賞                 | サンティノ・フォンタナ                 | ノミネート |